# بيتر ناغي
بيتر ناغي (بالمجرية: Nagy Péter)‏ (15 مايو 1984 - ) هو لاعب كرة طائرة المجر.